# Epizoanthus martinsae
Epizoanthus martinsae — вид коралових поліпів родини Epizoanthidae ряду зоантарій (Zoantharia). Описаний у 2017 році.

## Назва
Назва цього виду присвячена доктору Гелен Мартінс, дослідниці Департаменту океанографії та рибальства Азорського університету, за її внесок у розвиток морської науки на Азорських островах.

## Поширення
Поширений на сході Атлантики неподалік Азорських островів. Живе на коралових рифах на глибині блтзько 400 м.